# Yūji Kaku
賀来ゆうじ
Œuvres principales
- Hell's Paradise
- Ayashimon

Yūji Kaku (賀来ゆうじ, Kaku Yūji), né le 20 décembre 1984 à Tokyo, est un dessinateur de manga japonais. Il est notamment connu pour être l'auteur de Hell's Paradise.

## Biographie
Né à Tokyo, Yūji Kaku a d'abord travaillé comme éditeur pour le Weekly Shōnen Champion d'Akita Shoten. En 2009, Kaku a fait ses débuts après avoir travaillé sur son one-shot de 41 pages, The Remembrance Tax (おもいで税関, Omoide Zeikan), qui a obtenu la 14e mention honorable du Newcomer Cartoon Award "Supreme Comic Grand Prize" de Jump SQ. Le manga a été publié plus tard dans Jump SQ.II et a été inclus dans Jump SQ. En 2013, Kaku a publié sa deuxième œuvre Fantasma (ファンタズマ, Fantazuma), initialement nommée BAD☆SWING, en tant que one-shot dans le numéro 7 de 2012 du Jump SQ. Un an plus tard, le manga a été transformé en série et a débuté dans le numéro 8 de 2013 du Jump SQ. Le dernier volume est sorti le 4 juillet 2014.
En 2016, Kaku a dessiné un nouveau one-shot, Datsugoku Hime (脱獄姫), qui est paru dans le magazine Jump SQ. Crown.
Entre 2016 et 2018, il travaille comme assistant de Tatsuki Fujimoto sur son œuvre Fire Punch.
En 2017, Kaku a présenté les storyboards des trois premiers chapitres de son prochain manga, Hell's Paradise, à la rédaction du Shōnen Jump+. Devenu un grand fan de l'art de Kaku depuis Fantasma, Hideaki Sakakibara s'est porté volontaire avec enthousiasme pour éditer le manga. Il pensait que Hell's Paradise était la série de « fantasy de combat grand public » qui manquait encore au Shōnen Jump+. L'œuvre est publiée sur la plateforme Shōnen Jump+ de Shūeisha du 22 janvier 2018 au 25 janvier 2021.
Son manga suivant, Ayashimon (アヤシモン), est publié dans le Weekly Shōnen Jump de Shūeisha du 15 novembre 2021, au 30 mai 2022.

## Œuvres
- 2009 : Omoide Zeikan (おもいで税関?) - One-shot paru dans le Jump Square
- 2013-2014 : Fantasma (ファンタズマ, Fantazuma?) - Sérialisé dans le Jump Square
- 2016 : Datsugoku Hime (脱獄姫, Datsugoku Hime?) - One-shot paru dans le Jump SQ. Crown
- 2018–2021 : Hell's Paradise (地獄楽?) - Sérialisé dans le Shōnen Jump+
- 2021-2022 : Ayashimon (アヤシモン?) - Sérialisé dans le Weekly Shōnen Jump

## Récompenses
En 2018, son manga Hell's Paradise termine à la 11e place des Next Manga Awards dans la catégorie Web Manga avec 16510 votes.